# Julius Kugy

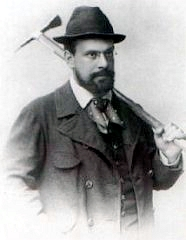
Julius Kugy

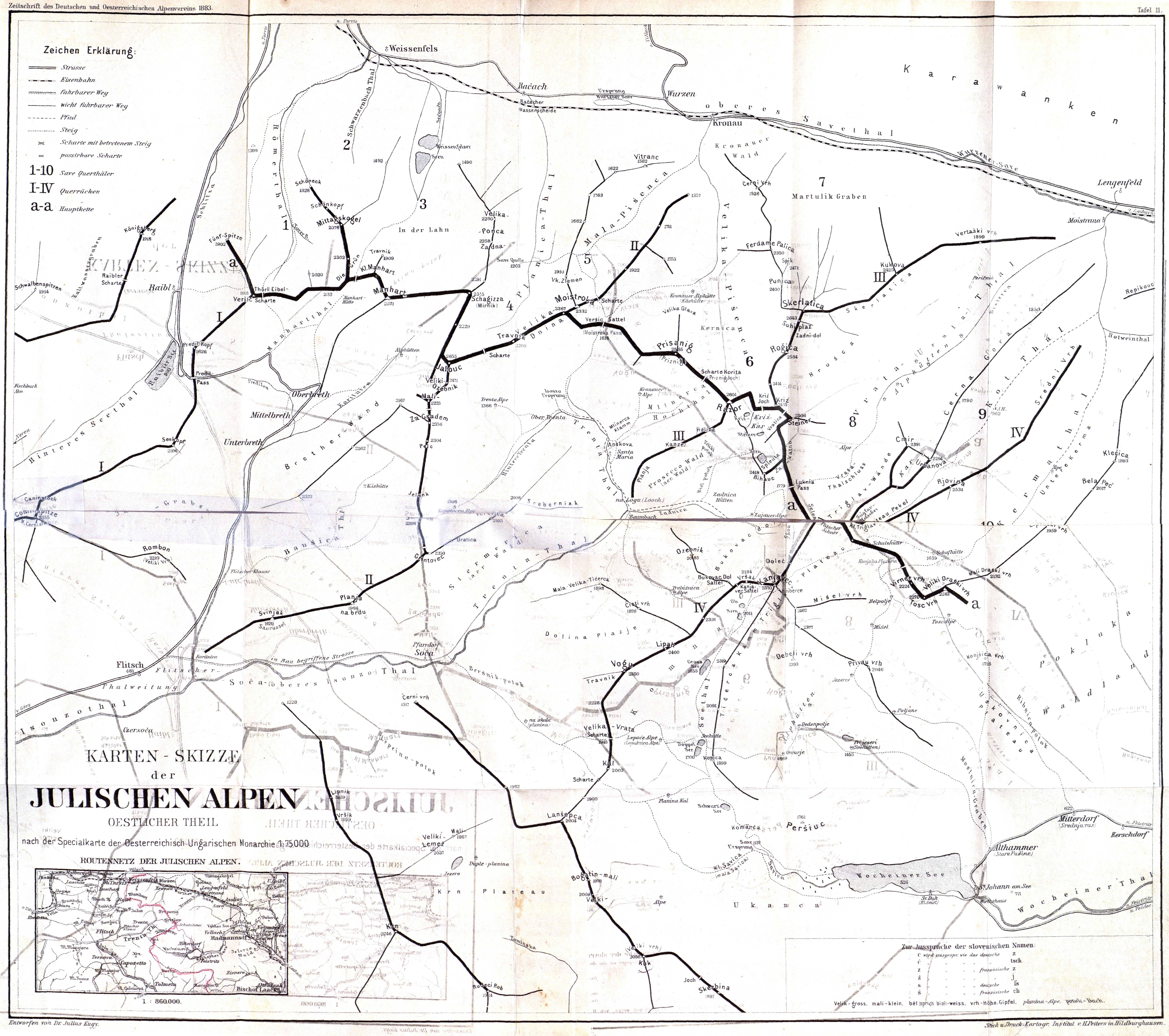
Karten-Skizze der Julischen Alpen von Julius Kugy

Julius Kugy (* 19. Juli 1858 in Görz, Kaisertum Österreich; † 5. Februar 1944 in Triest) war Bergsteiger und Schriftsteller. Er gilt als der Erschließer der Julischen Alpen.

## Leben
Julius Kugy studierte Rechtswissenschaften in Wien und erlangte 1882 den Doktorgrad. Ab 1883 leitete er das Familienunternehmen Pfeifer & Kugy in Triest, bis dieses nach dem Ersten Weltkrieg zusammenbrach.
Als Kind seiner Zeit wandte er sich daneben schon früh vielfältigen Interessen zu, darunter der Botanik und dem Orgelspiel. Seinen Zugang zum Bergsteigen erhielt er durch seine Aufenthalte im Heimatdorf seines Vaters, nahe Arnoldstein. Auch wenn er große Gebiete der Alpen kennenlernte, widmete er seine Bergsteigerkarriere vor allem den Juliern. Durch seine damals soliden finanziellen Mittel konnte er sich mit hervorragenden Bergführern, darunter oft auch einheimischen Jägern, Schmugglern und Hirten, umgeben und bewältigte so zahlreiche Erstbesteigungen. Besonders hervorzuheben wären da insbesondere Andreas und Joze Komac aus dem Trentatal (slowenisch), Osvaldo Pesamosca aus dem Raccolanatal (friulanisch-italienisch) und Anton Oitzinger (deutsch-kärntnerisch). Das Gehen ohne Führer wurde zwar allgemein als sportlich wertvoller angesehen, für Julius Kugy hingegen war der sportliche Aspekt des Bergsteigens von untergeordneter Bedeutung, für ihn stand das Naturerlebnis im Vordergrund.
Während des Ersten Weltkrieges meldete er sich, bereits 57-jährig, freiwillig als „Alpinreferent“ für den österreichisch-ungarischen Militärstab an der Isonzofront. Nach dem Kriege ließ der inzwischen Sechzigjährige das Bergsteigen nach einem Leistenbruch sein und widmete sich der Schriftstellerei. Er starb während des Zweiten Weltkrieges in Triest in ärmlichen Verhältnissen.
Für Kenner der Julischen Alpen ist Kugy ein Begriff. Durch seine umgängliche Art und altösterreichische Toleranz wird er von Österreichern, Slowenen, Friaulern und Italienern gleichermaßen geachtet, was zahlreiche Straßennamen sowie Denkmäler in der Trenta (Slowenien) und der Seisera, bei Valbruna (Wolfsbach) in Italien, oder auch in Kärnten, beispielsweise in Villach, oder Arnoldstein (Österreich) belegen. Es gibt kaum ein Tal in den Juliern, in dem nicht auf irgendeinen Gipfel ein „Kugyweg“ führt.
Obwohl Kugy – wie er in seinem Buch Aus dem Leben eines Bergsteigers selbst schreibt – der slowenischen Sprache nicht mächtig war, wird ihm nachgesagt, dreisprachig gelebt zu haben, weshalb er in neuerer Zeit als Leitfigur für den Alpe-Adria-Gedanken, die Dreiländer-Olympiabewerbung „Senza-Confini“, Schulmodelle wie die Kugy-Klasse am  Bundesgymnasium und Bundesrealgymnasium für Slowenen in Klagenfurt und zuletzt für den „Julius-Kugy-Preis“ der Gemeinschaft der Kärntner Slowenen, herangezogen wurde.
Kugy war Mitglied im AGV (akademischer Gesangsverein) Wien.
1964 wurde die Kugygasse in Wien-Hietzing nach ihm benannt.
2008 wurde ihm eine Slowenische 45 Eurocent-Marke gewidmet.

„In Triest verschied dieser Tage Julius Kugy, ein Altmeister des Alpinismus, im 86. Lebensjahr. In Görz am 19. Juli 1858 als Spross[e] einer alten Triester Kaufmannsfamilie geboren, wandte sich Kugy schon in jungen Jahren mit begeisterter Liebe den Bergen zu und wurde der eigentliche Erschließer der Julischen Alpen. Noch 1910 vollführte er seine letzte Erstbesteigung, den Nordturm des Montasch. Kugy hat sich insbesondere auf literarisch-alpinem Gebiet ausgezeichnet. Verschiedene seiner Werke, so ‚Die Julischen Alpen im Bilde‘, ‚Anton Oitzinger, ein Bergführerleben‘, dann seine Selbstbiographie ‚Arbeit, Musik, Berge‘ verkünden die Schönheit der Alpen und bezeugen den bergsteigerischen Idealismus des Verfassers.“

## Werke
- Aus dem Leben eines Bergsteigers. Bergverlag Rother, München 1925.
- Arbeit – Musik – Berge. Ein Leben. Bergverlag Rother, München 1931.
- Die Julischen Alpen im Bilde. Leykam, Graz 1934 [ausgegeben 1933].
- Anton Oitzinger. Ein Bergführerleben. Leykam, Graz 1935.
- Fünf Jahrhunderte Triglav. Leykam, Graz 1938 [ausgegeben 1937].
- Im göttlichen Lächeln des Monte Rosa. 2 Bände. Leykam, Graz 1940.
- Aus vergangener Zeit. Leykam, Graz 1943.